# Un'avventura terribilmente complicata
Un'avventura terribilmente complicata (An Awfully Big Adventure) è un film del 1995 diretto da Mike Newell. Il film si è ispirato al romanzo omonimo di Beryl Bainbridge.
Il titolo è un gioco di parole, che si rifà dalla storia di Peter Pan, nella quale Peter dice "Morire sarà una grande meravigliosa avventura" ("To die will be an awfully big adventure").

## Trama
Il film comincia con il flashback di una bimba, che piange in una culla. La bimba diventa una sedicenne di nome Stella Bradshaw che vive con gli zii Vernon e Lily, a Liverpool. Non avendo inclinazioni particolari per frequentare la scuola, Stella aspira ad entrare in teatro e lo zio Vernon asseconda 
questo desiderio, aiutandola ad entrare nel teatro della città come assistente di direzione. Stella, che sembra indifesa ma è in realtà un'adolescente piena di vita, è molto contenta del ruolo assegnatole e si opera anche per pulire i camerini degli attori e aiutare gli assistenti di scena.

Durante questo periodo, viene a scontrarsi con la realtà del teatro, assistendo alle strane e bizzarre richieste dei vari attori che non avendo una vera e propria carriera, si divertono a tormentare i vari malcapitati con le loro stranezze e, soprattutto, a prendere in giro la ragazza per il suo modo bizzarro di vestire. Ogni volta che Stella torna a casa, si ferma ad una cabina a telefonare a sua madre.

Il regista e capo della compagnia è l'eccentrico Meredith Potter gran fumatore, vizio evidenziato dalle dita macchiate di nicotina. La piccola Stella si invaghisce di Meredith e cerca in tutti i modi di attirarne l'attenzione.

La compagnia decide di mettere in scena Peter Pan, ma l'attore che avrebbe dovuto ricoprire il ruolo di Capitan Uncino, si rompe una gamba. Avendo già venduto i biglietti, urge immediatamente un sostituto e la scelta cade (con un certo fastidio da parte del regista) su P.L. O'Hara, un attore che precedentemente aveva fatto parte della compagnia teatrale ma che, essendo richiesto, è costoso. O'Hara accetta e torna a Liverpool, sconvolgendo col suo ritorno alcuni cuori che aveva lasciato infranti durante la sua partenza, compreso quello della direttrice del teatro.
Infatti, O'Hara è noto per la sua  anima da Don Giovanni oltre che per la sua capacità interpretativa tronfia e pomposa. Il suo intervento salva la compagnia e comincia a interessarsi di Stella, nonostante la giovane età della ragazza.

Stella comincia ad innamorarsi seriamente di Meredith e, quando scopre che è gay, rimane sconvolta e per non pensarci più cede alle avance di O'Hara e scopre il sesso. Stella racconta a O'Hara che sua madre (che si chiamava Stella anche lei) è partita in cerca di fortuna quando lei era appena nata e che l'ha affidata ai suoi zii, ma che un giorno tornerà a riprenderla. La relazione sembra rimanere nascosta, mentre invece tutta la compagnia ne è al corrente. Durante le continue repliche del Peter Pan, O'Hara e Meredith hanno una discussione e Meredith gli dice di pensare al modo in cui si sta approfittando dei sentimenti di una minorenne. Toccato da questa affermazione, O'Hara fa una considerazione di sé stesso e si rende conto che effettivamente Meredith ha ragione. Decide, quindi, di recarsi dagli zii di Stella, per metterli al corrente della loro relazione e per prendersi in questo modo le sue responsabilità da uomo. Quando arriva da loro, prima di esporsi, chiede della famiglia di Stella a zio Vernon e questi gli racconta che la madre di Stella l'ha abbandonata quando era in fasce perché la bambina era il frutto di una relazione con un poco di buono di Liverpool che le aveva spezzato il cuore. A queste parole, O'Hara ha un fremito e quando zia Lily, durante il racconto, gli fa vedere una foto della madre di Stella, O'Hara ha la conferma che è stato lui a spezzare il cuore della ragazza, quindi capisce che Stella è sua figlia. Turbato da questa scoperta, non rivela nulla agli zii e scappa in moto verso il molo di Liverpool sconvolto. Abbandona la moto sulla banchina e, in una disperazione profonda, scivola e sbatte la testa cadendo in acqua. Viene ripescato parecchie ore dopo, morto. Nessuno verrà mai a sapere il motivo di questo presunto suicidio. In più, si scopre che quando Stella telefonava a sua madre per raccontarle la sua giornata, in realtà non componeva nessun numero. Era solo un modo per lei di sentirla vicino, immaginandosela all'altro capo del telefono.

## Cast
- Hugh Grant, appare in questo film dopo essere stato diretto sempre da Mike Newell, in Quattro matrimoni e un funerale, il film che gli diede la notorietà mondiale.
- Alan Rickman e Hugh Grant, si rincontreranno nello stesso anno nella pellicola diretta da Ang Lee, Ragione e sentimento e dopo altri sei anni nella commedia brillante Love Actually del 2003.
- Mike Newell, reincontrerà Alan Rickman nel 2005, dirigendolo nel ruolo di Severus Piton in Harry Potter e il calice di fuoco.

## Produzione
Hugh Grant ha basato la sua caratterizzazione di Meredith su Richard Digby Day, un suo ex regista della Nottingham Playhouse.

## Distribuzione
È stato presentato nella Quinzaine des Réalisateurs al 48º Festival di Cannes.

## Accoglienza

### Incassi
A fronte di un budget di $ 4.000.000, il film non ha ottenuto buoni risultati al botteghino, incassando solo 593.350 dollari nel Regno Unito, 258.195 dollari negli Stati Uniti e 2 milioni di dollari in tutto il mondo.

### Critica
Su Rotten Tomatoes, il film detiene un indice di gradimento del 40% basato su 15 recensioni, con una valutazione media di 5,3/10.

## Riconoscimenti
- Festival internazionale del cinema di Karlovy Vary
  - Nomination al Globo di Cristallo per Mike Newell
- London Film Critics' Circle
  - Nomination alla miglior attrice per Georgina Cates